# Claudine Montgelard
Claudine Montgelard est une biologiste française, maitre de conférences EPHE et HRD en biogéographie et écologie des vertébrés. Elle travaille au Centre d’écologie fonctionnelle et évolutive (UMR 5175 du CNRS) de Montpellier.
Elle est connue pour avoir identifié le positionnement phylogénétique des cétacés et avoir créé le taxon des cétartiodactyles qui reste associé à son nom.

## Biographie
En 1990, Claudine Montgelard assure la traduction du livre « Théorie neutraliste de l'évolution » de Motoo Kimura.
En 1991, elle soutient sa thèse intitulée « Systématique moléculaire (immunologie) de quelques Muridae actuels et fossiles » sous la direction de Jacques Michaux.
En 1997, elle signe avec François M. Catzeflis et Emmanuel Douzery l'étude « Phylogenetic relationships of artiodactyls and cetaceans as deduced from the comparison of cytochrome b and 12S rRNA mitochondrial sequences. » qui fait d'elle l'auteur du taxon Cetartiodactyla, mot-valise regroupant des taxons Artiodactyla et Cetacea. Son étude a en effet conduit à ne plus dissocier ces deux ordres de la classification classique mais à les intégrer dans un seul et même clade.
En 2001, elle bénéficie d'une délégation au laboratoire Evolutionary Genomics Group, dirigé par Terence Robinson, à l'Université de Stellenbosch en Afrique du Sud.
En 2011, elle passe son habilitation à diriger des recherches sur le thèmes « Les radiations évolutives : de la phylogénie à la génétique du paysage » sous la direction de Roger Prodon.
Elle enseigne :
- à Montpellier comme maitre de conférence pour l'EPHE[5] Biologie Santé Écologie, parcours Biodiversité et gestion de l’environnement : 
  - marqueurs moléculaires de l’évolution ;
  - phylogénie moléculaire ;
- à l’Institut supérieur de biotechnologie de Monastir (Tunisie) en master Génétique diversité biologique et physiologique : classification et phylogénie.

Ses axes de recherche concernent :
- l'évolution moléculaire, la phylogénie, la phylogéographie, la génétique des populations, la génétique du paysage, la datation moléculaire ;
- la diversité génétique intraspécifique (principalement sur les vertébrés des régions circumméditerranéennes) ;
- la systématique moléculaire des mammifères (plus particulièrement les rongeurs) confrontée avec les données morphologiques et paléontologiques ;
- l'analyse du signal phylogénétique et de l’homoplasie dans les séquences d’ADN (ribosomes vs protéines, gènes mitochondriaux vs nucléaires, introns vs exons).